# Adrian Verbree
Adrian Verbree (Grand Rapids, 22 november 1961) is een christelijke schrijver en predikant in de Nederlandse Gereformeerde Kerk te Hardenberg-Baalder. Zijn voornaam Adrian wordt Engels uitgesproken.

## Loopbaan
Verbree studeerde theologie aan de Theologische Universiteit Kampen (Broederweg). Nadat hij predikant werd, raakte hij enige jaren burn-out, waarover hij later toen hij genezen was publiceerde (onder andere in zijn boek Eclips). 
Verbree schreef columns in verscheidene bladen in traditioneel-christelijke kring: de krant Nederlands Dagblad, het magazine voor ouders Aan de hand en het programmablad Visie van de Evangelische Omroep. Hij werkte samen met onder anderen de theoloog Jochem Douma en de tekenaar Christian Zomer, en publiceerde (bij uitgeverij Vuurbaak) verscheidene jeugdboeken, columnbundels, Bijbelstudies en theologische verhandelingen.
Verbree staat bekend om zijn luchtige en humoristische verhalen, waarin hij vaak de draak steekt met de kerkelijke praktijk.

### In het nieuws
In april 2023 kwam Verbree in het nieuws nadat hij samen met een andere plaatselijke vrijgemaakt-gereformeerde dominee, Albert Pieter Feijen, de domeinnaam Mozaiek0523.nl had geclaimd, als reactie op de mogelijke komst van een Mozaiekgemeente in Hardenberg, die anders deze naam zou hebben gebruikt. De dominees deden dit naar eigen zeggen om hiermee een overleg tussen hun eigen gemeente en de komende gemeente af te dwingen. Later dat jaar kreeg Mozaiek alsnog de beschikking over de domeinnaam.

## Persoonlijk
Verbree is getrouwd en heeft vijf zonen.